# Za medvědem na Kamčatku
Za medvědem na Kamčatku je název českého vydání dobrodružného románu Мой знакомый медведь (1980, Můj známý medvěd) pro děti a mládež od ruského sovětského spisovatele Anatolije Alexandroviče Sevasťjanova. Román vypraví příběh mladíka, který odjel studovat život zvířat na Dálný východ. 

## Obsah románu
Hlavním hrdinou románu je sedmnáctiletý mladík Víťa Medveděv, který se právě dozvídá, že nebyl přijat na biologickou fakultu Moskevské univerzity. Proto pošle dopis řediteli rezervace na Kamčatce, ve kterém mu sděluje, že by se rád stal biologem a věnoval se studiu medvědů v přírodních podmínkách. Prosí, aby ho přijali na jakoukoliv práci, kterou by vykonával do příštího přijímacího termínu na univerzitu. Ředitel rezervace mu odepíše, že může Víťu přijmout jako dělníka vědeckého oddělení, jestliže si z vlastních prostředků uhradí cestu, protože rezervace může zaplatit cestu pouze odborníkům. 
Víťa odletí do Petropavlovsku a odtud do osady Tumanovo na východním pobřeží Kamčatky, kde je ředitelství rezervace. Zde mu přidělí chalupu a přikážou mu vozit dříví na sáňkách, roztloukat zmrzlé uhlí pro kotelnu, pomáhat dělníkům rybného kombinátu a dělat další pomocné práce.
Víťa brzy pozná, jak je krásná divoká příroda drsná (zažije sněhovou bouři i zemětřesení), ale také zjistí, že člověka, jenž v ní umí žít, dokáže i odměnit nezapomenutelnými zážitky i neobvyklými setkáními s různými přírodními úkazy nebo živočichy. Víťa se tak setká s vlky, polárními liškami, medvědy, rysy, soboly, tažnými psy (jednoho toulavého si i ochočí), mořskými orly, lososy a pstruhy, ale i s komáry v bažinách v tajze a může se také uprostřed zimy koupat v horkém potoce.
Po večerech po práci Víťa nezahálí a studuje knihy, které si půjčuje z vědecké knihovny rezervace a připravuje se tak na zkoušku na univerzitu. Napíše dokonce článek do moskevského odborného časopisu, který je otisknut a pochválen profesorem Moskevské univerzity. Když se Víťa po uplynutí roku vrací do Moskvy opakovat zkoušku, doufá, že se na Kamčatku opět vrátí.